# Rivas-Vaciamadrid
Rivas-Vaciamadrid liegt ca. 15 km südöstlich von Madrid am Zusammenfluss von Jarama und Manzanares und ist die Stadt Europas, deren Einwohnerzahl in den letzten 20 Jahren am schnellsten angestiegen ist. 2024 hatte die Gemeinde 101.949 Einwohner, 1980 wohnten nur 500 Menschen in Rivas-Vaciamadrid.
Heute zählt die Stadt zu einem der 10 reichsten Orte in Spanien, nämlich Platz 7. Der Vorort lockt viele neue Siedler aus der Metropole aufgrund der hohen Lebensqualität und der grünen, ruhigen Lage in unmittelbarer Nähe zur spanischen Hauptstadt an.
Seit 1999 ist die Stadt mit der Metrolinie 9 an Madrid angebunden. Zusätzlich gibt es noch eine Verbindung mit der Madrider S-Bahn (Cercanías) der Linien C1 und C2, sowie Buslinien (Interurbanos) 331 bis 334.

## Geschichte
Die Gemeinden von Rivas de Jarama und Vaciamadrid wurden 1845 zu einer Gemeinde zusammengeschlossen. Während der Schlacht am Jarama im Februar 1937 wurden die beiden Gemeinden schwer zerstört.
Der Bürgermeister der Gemeinde, José Masa, hat eine Beratungsstelle für Bürger, die aus der Kirche austreten wollen, gegründet. Er beschäftigt Anwälte, die ihnen rechtlichen Beistand beim Austritt aus der Kirche leisten. Anfragen kommen nun aus ganz Spanien, wo sich die Menschen zunehmend aus politischen Gründen vom Glauben distanzieren: Die Kirche wird oft wegen ihrer zu engen Bindung an den Franquismus kritisiert.

## Sport
Seit 2000 ist Rivas Heimat der Osos Rivas. Der 1989 in Madrid gegründete American-Football-Verein ist zweifacher spanischer Meister (2001 und 2022).
Der CDB Rivas spielt seit 2006 durchgehend in der höchsten spanischen Frauen-Basketball-Liga LFB und wurde 2014 spanischer Meister.

## Persönlichkeiten
- Sira Rego (* 1973), Vizebürgermeisterin von 2015 bis 2019, MdEP
- Alejandro Fernández (* 2001), American-Football-Spieler
- Paula Partido (* 2005), Fußballspielerin